# Alexander Sandor Asboth
Alexander (Sandor) Asboth (Hongrois : Asbóth Sándor, 18 décembre 1811 - 21 janvier 1868) est un officier militaire d'origine hongroise mieux connu pour ses victoires en tant que général de l'Union de la guerre de Sécession. Il sert aussi en tant qu'ambassadeur des États-Unis en Argentine (en) et qu'ambassadeur des États-Unis en Uruguay (en).

## Avant la guerre
Asboth est né à Keszthely, Hongrie. Lorsqu'Asboth à 8 ans, sa famille part pour Zombor (maintenant Sombor en Serbie). Asboth veut devenir un soldat, comme son frère aîné Lajos, mais à la place ses parents décident qu'il doit être ingénieur. Il étudie à l'académie des mines de Schemnitz et à l'institut Geometricum à Pest.
Il s'entraîne ensuite à l'académie militaire hongroise. En 1836, Asboth s'engage dans la nouvelle armée hongroise. Il travaille en tant que militaire et ingénieur pour l'armée. Il rejoint le révolutionnaire Lajos Kossuth lors de la révolution hongroise de 1848. En décembre 1848, il est promu capitaine. Pendant ce temps en tant que capitaine, il prend part aux batailles de Kápolna (en) et de Nagysalló. Asboth voyagent avec Kossuth dans l'Empire ottoman et ensuite aux États-Unis en 1851, après l'échec de la révolution.

## Guerre de Sécession
Asboth reste aux États-Unis et rejoint l'Union. Commençant en juillet 1861, il sert comme chef d'état-major du général John C. Frémont. Asboth est nommé brigadier général originellement en date du 3 septembre 1861 par le président Abraham Lincoln le 26 décembre 1861, mais le Sénat des États-Unis confirme la nomination le 24 mars 1862 avec une date de prise de rang au 21 mars 1862 puisque le président n'a pas formellement fait l'affectation avant le 22 mars 1862. Asboth est affecté au commandement de la 4th division lors de la campagne de l'ouest de Frémont. Asboth mène plus tard une division de l'armée du Sud-Ouest sous les ordres de Samuel Curtis, et pendant la campagne de l'Arkansas il occupe Bentonville et Fayetteville. Il participe à la bataille de Pea Ridge, commandant les troupes sur la position de Little Sugar Creek. Son bras droit est fracturé par une balle de fusil pendant qu'il achemine des renforts pour soutenir le colonel Eugene A. Carr. Les renforts sont transférés à Henry Halleck de l'armée du Sud-Ouest et pendant le siège de Corinth, Asboth commande une brigade de l'armée du Mississippi.
Asboth commande plus tard des garnisons au Kentucky et en Ohio. En août 1863, Asboth est affecté au district de Floride occidentale, avec ses quartiers généraux à fort Pickens. Il est sévèrement blessé lors de la bataille de Marianna le 27 septembre 1864, son os jugal gauche étant cassé et son bras gauche fracturé à deux endroits. Asboth est libéré du service des volontaires le 24 août 1865. Le 13 janvier 1866, le président Andrew Johnson nomme Asboth pour la récompense d'un brevet de major général avec une date de prise de rang au 13 mars 1865 et le sénat américain le confirme le 12 mars 1866.

## Après la guerre
En 1866, il est nommé ambassadeur des États-Unis en Argentine et en Uruguay, et meurt à Buenos Aires en 1868, certainement à la suite de ses blessures reçues en Floride. Il est initialement enterré dans le cimetière anglais de la ville, mais est ré-inhumé en 1923 lorsque le cimetière devient un parc. Ses restes retournent aux États-Unis en octobre 1990 pour être enterrés dans le cimetière national d'Arlington,.